# Kétegyháza
Kétegyháza é uma vila da Hungria, situada no condado de Békés. Tem 50,49 km² de área e sua população em 2019 foi estimada em 3.303 habitantes.